# 杨官林镇
杨官林镇，是中华人民共和国河北省唐山市丰润区下辖的一个乡镇级行政单位。

## 行政区划
杨官林镇下辖以下地区：
杨官林村、窦各庄村、黄家屯村、商各庄村、破寺村、常峪村、请庄坞村、石佛林村、菜园村、辛店子村、东曹庄村、西曹庄村、李庄子村、郭庄村、新李庄村、新才庄村和宋庄户村。